# 아와지섬
아와지섬(일본어: 淡路島, あわじしま 아와지시마[*])은 일본 효고현의 섬으로, 세토 내해 동쪽편에 있다. 혼슈와는 아카시 해협, 시코쿠와는 나루토 해협으로 나뉘어 있다. 면적은 592.55 km2로 세토 내해에서 가장 큰 섬이다. 주요 4개 섬, 오키나와섬, 쓰시마섬에 이어 일본에서 7번째로 넓은 섬이다.

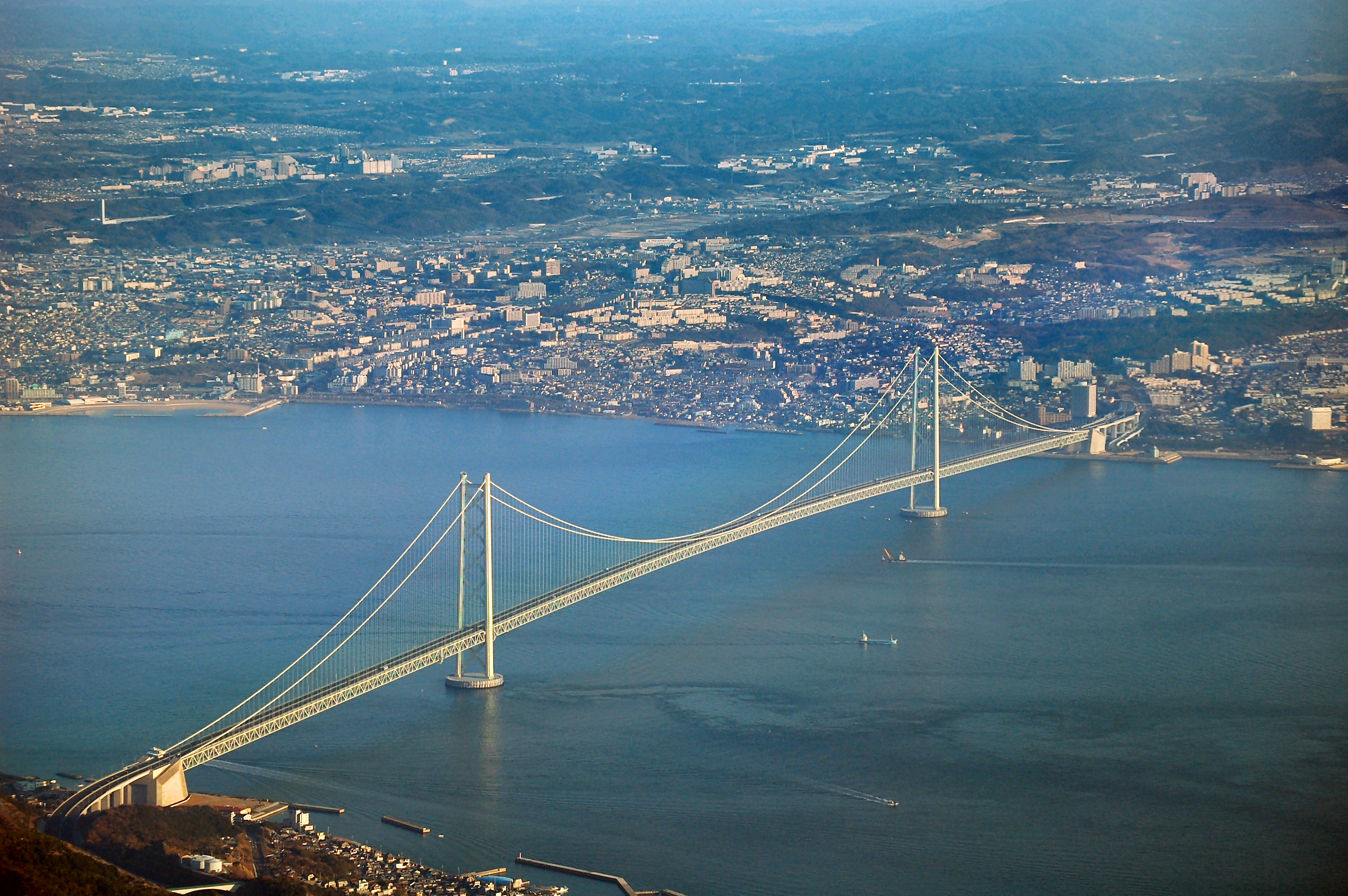
아카시 해협 대교

행정 구역은 아와지시, 스모토시, 미나미아와지시로 나뉜다.